# 梁蘭璧
梁兰璧（？—？），安定郡（今甘肃省平凉市）人，仪同三司梁柳孙女，司徒梁芬之女，晋怀帝司马炽皇后。
梁兰璧起先为豫章王妃，晋怀帝继位后，于光熙元年十一月癸酉（307年1月11日）册立梁兰璧为皇后。永嘉五年（311年）汉赵攻破洛阳，晋怀帝和梁兰璧都被胡人俘虏。